# 317-й взвод
«317-й взвод» (фр. La 317e Section) — франко-испанская военная драма 1965 года, поставленная французским режиссёром и сценаристом Пьером Шёндёрфером. Фильм участвовал в основной конкурсной программе 18-го Каннского международного кинофестиваля, где получил Приз за лучший сценарий.

## Сюжет
Действие фильма разворачивается во Вьетнаме, в мае 1954 года во время Первой Индокитайской войны за два месяца до подписания в Женеве соглашения о перемирии.
Битва при Дьенбьенфу подходит к завершению, французы терпят поражение. В результате развала фронта множество отдалённых баз французской армии оказывается под угрозой окружения. 317-й взвод, расквартированный на небольшой заставе в Лыонг-Ба на лаосской границе, получает приказ покинуть своё расположение, отступить на юг и присоединиться к гарнизону Тао-Тсай. В этом взводе 41 местный солдат и четверо европейцев. Возглавляют подразделение прибывший за две недели до описываемых событий младший лейтенант Торрен, только что закончивший военную академию Сен-Сир, и его адъютант, прапорщик Виллдорф, прошедший Вторую мировую войну в рядах вермахта и участвовавший в Индокитайской кампании. Взвод начинает движение через джунгли, пытаясь выйти из окружения, преследуемый войсками Вьетминь…

## В ролях
| Актёр         | Роль                        |
| ------------- | --------------------------- |
| Жак Перрен    | второй лейтенант Торрен     |
| Бруно Кремер  | адъютант Виллдорф           |
| Пьер Фабр     | сержант Рудье               |
| Мануэль Сарсо | капрал Перрен               |
| Борами Тюлон  | заместитель сержанта Ба Кут |